# Astorga (kommun)
Astorga är en kommun i Spanien.   Den ligger i provinsen Provincia de León och regionen Kastilien och Leon, i den nordvästra delen av landet, 300 km nordväst om huvudstaden Madrid. Antalet invånare är 11 826. Arean är 47 kvadratkilometer. Astorga gränsar till San Justo de la Vega, Santiago Millas, Val de San Lorenzo, Santa Colomba de Somoza, Brazuelo och Villaobispo de Otero. 
Terrängen i Astorga är platt.